# سدیم پررنات
سدیم پررنات (به انگلیسی: Sodium perrhenate) با فرمول شیمیایی NaReO۴ یک ترکیب شیمیایی با شناسه پاب‌کم ۵۱۰۷۶۵۸ است. که جرم مولی آن ۲۷۳٫۱۹۴ g/mol می‌باشد. شکل ظاهری این ترکیب، پودر بلورین سفید است.